# Quai Malaquais
Quai Malaquais je nábřeží v Paříži. Nachází se v 6. obvodu.

## Poloha
Nábřeží leží na levém břehu řeky Seiny naproti Louvru mezi mosty Pont des Arts a Pont du Carrousel. Začíná u křižovatky s ulicí Rue de Seine, kde proti proudu navazuje na Quai de Conti, a končí na úrovni ulice Rue des Saints-Pères, odkud pokračuje Quai Voltaire. Na nábřeží se nachází přístav Port des Saints-Pères.

## Historie
V roce 1581 se zde nacházel přístav Port Malaquest, v roce 1641 se nazýval Port de la Reine Marguerite a od roku 1622 Port Malaquais.

## Významné stavby
- Dům č. 3: v letech 1804–1824 zde žil vědec Alexander von Humboldt
- Dům č. 15: v letech 1844–1853 zde žil spisovatel Anatole France
- Dům č. 19: rodný dům Anatola France
- Dům č. 29: v letech 1832–1836 zde žila spisovatelka George Sandová
- Na začátku nábřeží se nachází alegorická socha Republiky, kterou vytvořil Jean-François Soitoux. Původně se nacházela od roku 1880 před Francouzským institutem. Byla restaurována na náklady města Paříže a nově umístěna na nábřeží Malaquais 23. září 1992 za přítomnosti tehdejšího pařížského starosty Jacquese Chiraca u příležitosti 200. výročí vyhlášení První republiky.